# Jean de Villiers
Jean de Villiers fue el vigésimo segundo Gran Maestre de los Caballeros Hospitalarios desde 1285 hasta 1293. Fue elegido Gran Maestre después de la muerte de Nicolas Lorgne. De Villiers fue Prior de Francia a partir de 1282 y permaneció en Francia para ocuparse de los problemas existentes en la Orden. Jacques de Taxi se convirtió en Gran Maestre ad interim, quizás hasta el 27 de junio de 1286, mientras esperaba la llegada del recién elegido Gran Maestre a Tierra Santa. Estuvo presente en el sitio de Acre en 1291, pero escapó a Chipre justo antes de que la ciudad cayera en manos de los mamelucos. Le sucedió Odón de Pins.

## Biografía
El primer dato del que se tiene constancia acerca de Jean de Villiers es del 6 de julio de 1269, cuando se dirigió a Tierra Santa a petición del Gran Maestre Hugues de Revel. Fue nombrado comandante de Trípoli el 4 de abril de 1277 y luego prior de la lengua francesa de la orden en Francia en 1282. Fue elegido Gran Maestre en el verano de 1285, tras la muerte del Gran Maestre Nicolas Lorgne. Permaneció en Francia para ocuparse de los numerosos problemas de la Orden. El 21 de agosto de 1286 se encontraba en Puimoisson, Provenza, para intentar movilizar ayuda para la causa cristiana, pero estos esfuerzos fueron en su mayoría inútiles. Vendió algunas de sus posesiones a la Orden de Malta, otras a la Abadía de Marmoutier (Tours), y permaneció en Francia para obtener financiación. Tuvo éxito en este empeño y se fue a Tierra Santa con importantes subvenciones.

## Gran Maestre de la Orden
La orden ya había perdido las fortalezas de Crac de los Caballeros en 1271 y de Margat en 1285 y luego trasladó su cuartel general a la ciudad de Acre, último bastión cruzado del Reino de Jerusalén.
En la primavera de 1287, Jean, junto con el Gran Maestre Templario Guillermo de Beaujeu, logró resolver la pequeña guerra entre las ciudades marítimas italianas y persuadir a los genoveses, que bloqueaban el puerto de Acre después de una exitosa batalla naval contra los venecianos y los pisanos, para retirarse a Tiro.
El 17 de marzo de 1289 los cristianos tuvieron que afrontar el asedio de Trípoli. Todas las fuerzas cristianas fueron movilizadas, el condestable Amalarico de Tiro, el contingente del rey de Francia a las órdenes de Jean I de Grailly, los templarios a las órdenes de Geoffrey de Vendac, los hospitalarios a las órdenes del mariscal Mateo de Clermont y los venecianos. y galeras genovesas o barcos pisanos. La destrucción de la antigua torre del Obispo y de la nueva torre de los Hospitalarios selló la caída de la ciudad el 26 de abril de 1289. Amalarico, Jean de Grailly, Geoffrey de Vendac y Mateo de Clermont lograron escapar por mar. Las crónicas de la época son discretas sobre el papel de De Villiers. Las fortalezas de Nephin, propiedad de los hospitalarios, y Batroun cayeron en manos de los mamelucos. En Tierra Santa solo quedaron Acre, Haifa, Sidón, Tiro y Beirut. La muerte de al-Mansur Qalawun (Sultán mameluco de Egipto) dejó un respiro a los cristianos, pero su hijo al-Ashraf Khalil había jurado a su padre tomar Acre.

## La pérdida de Acre

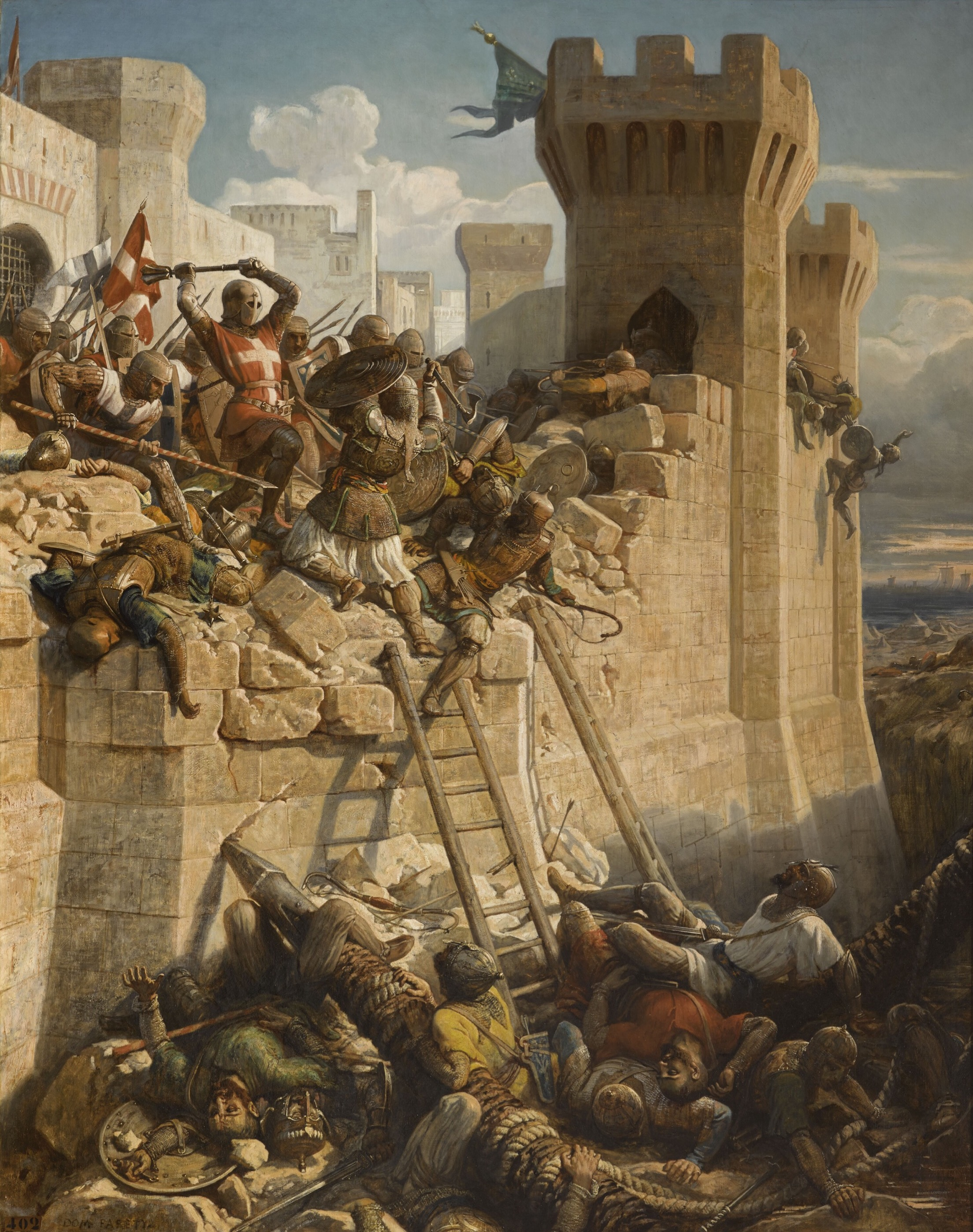
Mateo de Clermont, defendiendo las murallas en el asedio de Acre, por Dominique Papety, en el Palacio de Versalles.

Las fuerzas que se enfrentaron a los mamelucos en el asedio de Acre en 1291 se dividieron en cuatro componentes. El primero a las órdenes de Jean I de Grailly y Otón de Grandson. El segundo bajo las órdenes de Enrique II de Chipre y Konrad von Feuchtwangen (Gran maestre de la Orden Teutónica). El tercero estaba bajo las órdenes de De Villiers y del gran maestre de la Orden de Santo Tomás de Acre. Finalmente, el cuarto estuvo bajo las órdenes de los grandes maestres de los Templarios y San Lázaro, Guillermo de Beaujeu y Tomás de Sainville, respectivamente. Las tropas de al-Ashraf Khalil se reagruparon bajo las murallas de Acre el 5 de abril de 1291 y atacaron el 12 de abril. Los sitiados intentaron varias incursiones sin éxito, incluso la llegada de refuerzos enviados por el rey de Chipre el 4 de mayo, quedaron sin efecto. Durante el asalto del 16 de mayo, se abrió una brecha cerca de la puerta de Saint-Antoine, pero los Templarios y los Hospitalarios, liderados por Mateo de Clermont, lograron repeler a los mamelucos. Durante este respiro se embarcaron mujeres y niños, pero las embarcaciones no podían navegar debido al estado del mar. El 18 de mayo, el enemigo reanudó sus ataques; en la puerta de Saint-Antoine, Mateo de Clermont logró repelerlos pero fue atrapado por la espalda por otras tropas que habían cruzado la muralla. Los Grandes Maestres del Templo y del Hospital, con caballeros sirios y chipriotas, intentaron detenerlos. El Gran Maestre Guillermo de Beaujeu fue herido bajo la axila y murió poco después, Jean de Villiers también fue herido pero salvado por los valets d'armes y fue arrebatado del enemigo en un barco con siete caballeros hospitalarios, los únicos supervivientes, Mateo de Clermont murió cerca de la Rue des Génois. Los pisanos en la puerta Saint-Romain, los caballeros de Santo Tomás cerca de la iglesia de Saint-Léonard, Jean de Grailly y Otón de Grandson en la puerta Saint-Nicolas y en la Torre del Legado se rindieron, los mamelucos fueron dueños de la ciudad, las mujeres y los niños fueron reducidos a esclavitud, y todos los hombres fueron pasados a espada. Su rescate debió causar conmoción en la Orden, y la carta de justificación que dirigió a Guillaume de Villaret, prior de Saint-Gilles y futuro gran maestre, no fue ajena a esto.

## Exilio en Chipre
Refugiado en Limasol, en el castillo de Kolossi, Jean de Villiers se centra en la celebración de un Capítulo General el 6 de octubre de 1292. Quería poner a los hospitalarios en condiciones de reconquistar Tierra Santa. Todavía gozaba de una persistente popularidad al reformar el modo de elección del Gran Maestre. Los postulantes eran todavía numerosos y los reclutamientos estaban sujetos a la aprobación del Gran Maestre excepto en la tierra de Reconquista. Se preparó para la defensa del Reino de Chipre y la protección del Reino de Armenia, ambos amenazados por los mamelucos. Enredado en la política chipriota, de Villaret elaboró un plan para adquirir un nuevo dominio temporal, la isla de Rodas, entonces parte del Imperio Bizantino.

## Muerte
La muerte de Jean de Villiers se produjo en las semanas siguientes a la organización de un segundo Capítulo General el 30 de octubre de 1293. Le sucedió Odón de Pins.